# Boy Meets Boy (Film)
Boy Meets Boy ist ein romantisches Filmdrama von Daniel Sánchez López, das im März 2021 beim London LGBTIQ+ Film Festival seine Premiere feierte.

## Handlung
Als Johannes in einem Club in Berlin den jungen britischen Assistenzarzt Harry kennenlernt, hat dieser bereits 48 Stunden lang gefeiert und eigentlich gar nichts von der Stadt gesehen. Er bietet dem Touristen an, während der 15 Stunden, die er auf seinen Flug nach Hause warten muss, ein Internetcafé zu finden, um seinen Boarding-Pass auszudrucken. Die beiden jungen Männer verbringen die Zeit schließlich gemeinsam, fahren und laufen durch das sommerliche Berlin und versuchen völlig ehrlich gegenüber dem jeweils anderen zu sein.

## Produktion
Regie führte Daniel Sánchez López, der gemeinsam mit Hannah Renton auch das Drehbuch schrieb. López wurde 1990 in einer ländlichen Stadt in La Mancha in Spanien, geboren. Er studierte Medien in Madrid und machte einen Abschluss in Geschichte und Ästhetik von Film und Fiktion an der Europäischen Filmhochschule in Dänemark. Sein letzter dort entstandener Film The Pretty Things Are Going To Hell von 2015 wurde für die 21. Ausgabe von LesGaiCineMad und das Durban Gay and Lesbian Film Festival ausgewählt. Seit 2015 ist er in Berlin zu Hause, wo er Cosmic Productions gründete, ein Unternehmen, das Musikvideos, Werbespots und Kurzfilme realisiert. Boy Meets Boy ist sein Spielfilmdebüt.

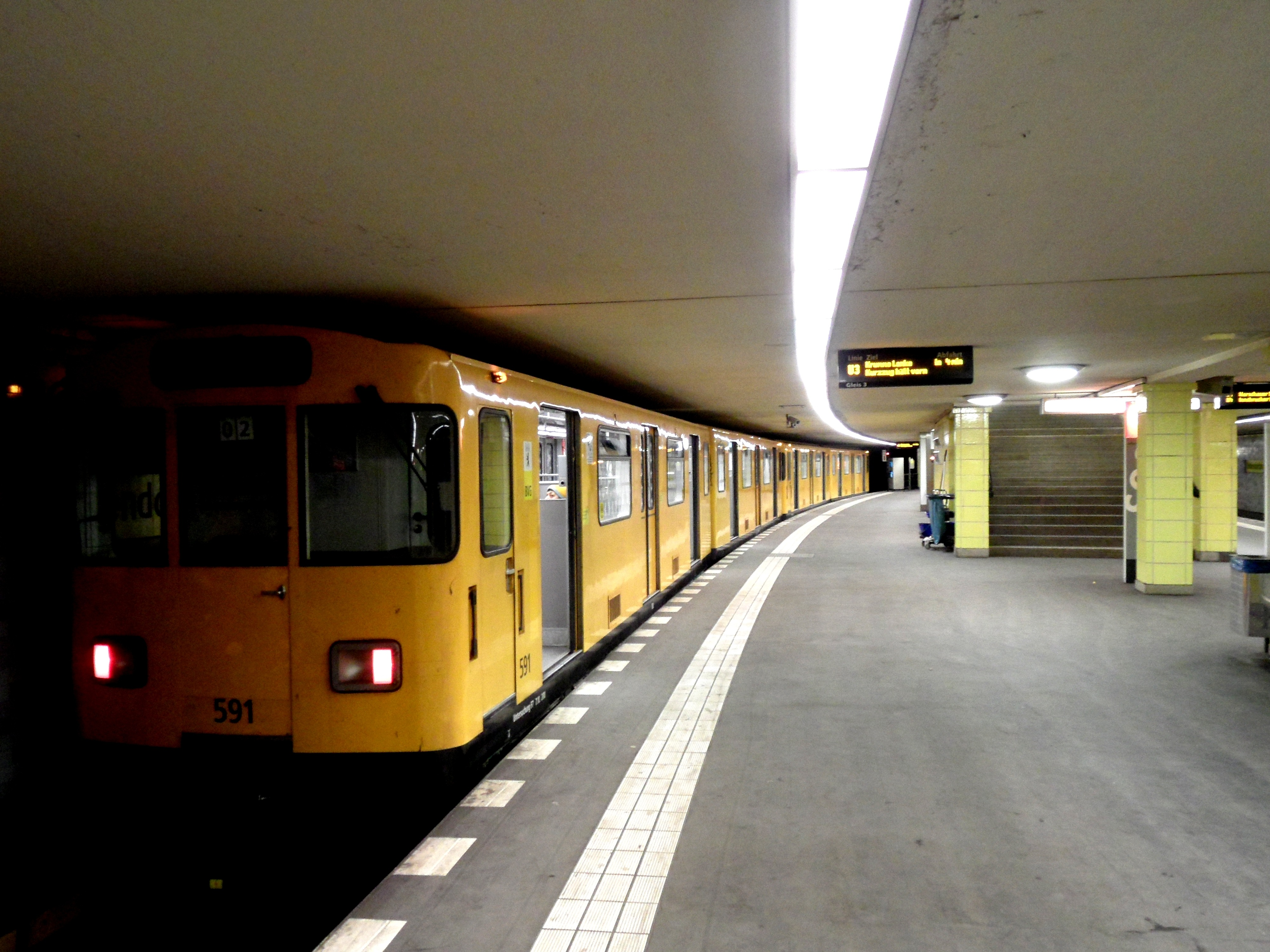
Einer der Drehorte: der U-Bahnhof Nollendorfplatz in Berlin-Schöneberg

Matthew James Morrison und Alexis Koutsoulis spielen in den Hauptrollen Harry und Johannes. Morrison ist Brite und spielte zuvor bereits in einigen wenigen Kurz- und Spielfilmen, für Koutsoulis handelt es sich nach Give Me Up – Wie einen Fisch auf dem Trockenen von Marius Schötz um seine zweite Rolle in einem Spielfilm.
Die Dreharbeiten fanden im August 2019 in Berlin statt.
Unter anderem drehte man im Ortsteil Friedrichshain und in Schöneberg am Nollendorfplatz und dem dortigen U-Bahnhof. López arbeitete mit Kamerafrau Hannah Marie Biørnstad und Kameramann Bjoern Hahn zusammen.
Ab 17. März 2021 wurde der Film beim vom British Film Institute organisierten, virtuellen BFI Flare: London LGBTIQ+ Film Festival vorgestellt, im Juni 2021 beim Molodist International Film Festival und Mitte August 2021 beim Outfest in Los Angeles.

## Rezeption

### Kritiken
Jennie Kermode von Eye for Film schreibt, der Film hebe während der Tour der beiden jungen Männer durch Berlin einige der nostalgischen Artefakte der Stadt wie Fotoautomaten und Cybercafés hervor, und Regisseur Daniel Sánchez López setze dabei überwiegend auf Handkameraaufnahmen und natürliches Licht, um einen Eindruck von Unmittelbarkeit zu erwecken. Er lasse einen dabei genau das sehen, was er einen sehen lassen will, so die farbenfroh bemalten brutalistischen Gebäude, die modernen Plätze und die Bewegung der Menschenmassen. Intelligent geschrieben und wunderschön gespielt, sei der Film etwas für Romantiker, aber er sei auch klug genug, um ein breiteres Publikum anzusprechen.

### Auszeichnungen
Molodist International Film Festival 2021
- Auszeichnung mit dem Sonderpreis der Jury in der Sektion Sunny Bunny (Daniel Sánchez López)
- Nominierung als Bester LGBTQ-Film in der Sektion Sunny Bunny (Daniel Sánchez López)[9]